# Copa Colsanitas 2002
Copa Colsanitas 2002 — жіночий тенісний турнір, що проходив на відкритих кортах з ґрунтовим покриттям Club Campestre El Rancho у Боготі (Колумбія). Належав до турнірів 3-ї категорії в рамках Туру WTA 2002. Турнір відбувся вп'яте і тривав з 19 до 25 лютого 2002 року. Несіяна, володарка вайлд-кард, Фабіола Сулуага здобула титул в одиночному розряді й отримала 27 тис. доларів США.

## Фінальна частина

### Одиночний розряд
Фабіола Сулуага —  Катарина Среботнік 6–1, 6–4
- Для Сулуаги це був 1-й титул в одиночному розряді за сезон і 4-й — за кар'єру.

### Парний розряд
Вірхінія Руано Паскуаль /  Паола Суарес —  Тіна Кріжан /  Катарина Среботнік 6–2, 6–1